# Tamu (Birmanie)
Pour les articles homonymes, voir Tamu.
Tamu est une ville de Birmanie située dans la région de Sagaing, à sa frontière avec l'Inde (État de Manipur).

## Transport
Tamu est une plate-forme pour le trafic transfrontalier. Elle se trouve en face de la ville indienne de Moreh, sur la route Imphāl-Mandalay (AH1). La ville devrait se trouver sur le tracé de la ligne de chemin de fer entre les deux pays actuellement en projet.[réf. souhaitée]